# Доктер, Сара
Сара Бет Доктер (Уильямс) (англ. Sarah Beth Docter; род. 10 мая 1964 года в гор. Мадисон, штат Висконсин) — американская конькобежка  специализирующаяся в конькобежный спорте и шорт-треке. Участвовала на Олимпийских играх 1980 года в конькобежном спорте. Бронзовый призёр в классическом многоборье по конькобежному спорту в 1981 году. Трёхкратная чемпионка мира в шорт-треке, в том числе абсолютная 1978 года. Также участвовала на чемпионатах мира в велоспорте на шоссейных гонках в 1979 и 1980 годах. У Сары есть старшая сестра  Мэри Доктер, которая участвовала на четырёх Олимпиадах в конькобежном спорте.

## Биография
Сара Доктер вместе со старшей сестрой Мэри начали кататься на коньках в раннем возрасте на озере Мендота в Мадисоне буквально на заднем дворе. Сара стала на коньки в полтора года, а Мэри в 4 года. В 1973 году сёстры тренировались с  Дайаной Холум, тогда тренером сборной США. Обе были лучшими в стране, Сара первая, Мэри вторая в многоборье. Сара очень рано начала свою спортивную карьеру, в возрасте 12 лет она выиграла национальный чемпионат по шорт-треку в 1975 и 1976 годах, а также чемпионат по конькобежному спорту в 1976 году. На следующий год стала чемпионкой среди юниоров по шорт-треку. А в 1978 году выиграла титулы США как в шорт-треке, так и на длинных дорожках. В том же году она попала в национальную сборную по шорт-треку. Наконец в 1979 году на чемпионате мира в Солихалле Сара стала абсолютной чемпионкой мира в шорт треке, выиграв на дистанции 1500 и в финале на 3000 метров, а позже в эстафете.
В 1980 году Сара Доктер выступала в классических длинных дистанциях на Олимпийских играх в Лейк-Плэсиде, где заняла 10 место на дистанции 3000 метров. В 1981 году она выиграла юниорский чемпионат мира на длинных дистанциях, завоевав три золотых медали и установив рекорды в каждой гонке, а также стала бронзовым призёром на чемпионате мира в классическом многоборье по конькобежному спорту. После 1982 года она завершила спортивную карьеру. 
16 мая 1992 года Сара была введена в Национальный зал славы конькобежцев в Сент-Луисе, штат Миссури.. Закончила Висконсинский университет в Мадисоне. Позже вышла замуж и переехала с семьёй во Флориду, город Таллахасси, родила дочь Лили и занималась её воспитанием. Сара и сейчас участвует в соревнованиях для отдыха среди людей пожилого возраста и часто выигрывает в женских гонках. Работает амбулаторным физиотерапевтом в мемориальной больнице Таллахасси.